# Johann Bernhard von Wintgen
Johann Bernhard Josef von Wintgen (* 18. Januar 1684 in Münster; † 4. Juli 1728 ebenda) war ein deutscher Landrentmeister und Hofrat in Münster.

## Leben
Die Familie Wintgen stammte mit großer Wahrscheinlichkeit aus dem Raum Ahaus, wo im 16. Jahrhundert ihre Heiratskreise und ihre Güter lagen. Die katholischen Familienmitglieder waren im landesherrlichen Verwaltungs- oder Militärdienst tätig.
Johann Bernhard von Wintgen wurde als Sohn des Gerhard Heinrich von Wintgen und seiner Gemahlin Johanna Anna Magdalena von Büren (1653–1708) geboren. Sein Bruder Paul Josef (1687–1731) war Subdiakon am Alten Dom in Münster.
Im Jahre 1701 immatrikulierte er an der Justus-Liebig-Universität Gießen und schloss sein Studium ab. 1707 wurde er sowohl zum Landrentmeister als auch zum Hofrat ernannt. Johann Bernhard war Stammherr.
Im Jahre 1707 heiratete er Richardis Maria Wendelina von der Heyden zu Meynerswyck (1686–1747). Durch die Beerbung seiner Schwiegereltern kam er in den Besitz von Gütern in Zytphen (Gut Emmergriet oder Broickhusen sowie die Erben Mylinck und Sligtkamp). Damit konnte das von seinem Vater geschaffene Besitztum noch erheblich erweitert werden. Sein Sohn Franz Anton und auch sein Enkelsohn Anton legten ihre Gelder in Landeigentum an. Letzterer kaufte 1788 Haus Ermelinghof, den Stammsitz der Familie.